# Прогласите ме кривим
„Прогласите ме кривим“ (енгл. Find Me Guilty) је амерички играни филм из 2006. године, заснован на истинитој причи о најдужем суђењу мафији у историји америчког правосуђа. Главне улоге тумаче Вин Дизел, Питер Динклиџ, Ричард Портнау и Алекс Роко.

## Улоге
| Глумац         | Улога           |
| -------------- | --------------- |
| Вин Дизел      | Џеки Диноршио   |
| Питер Динклиџ  | Бен Кландис     |
| Ричард Портнау | Макс Новардис   |
| Алекс Роко     | Ник Калабриси   |
| Лајнус Роуч    | Шон Кирни       |
| Рон Силвер     | судија Фајнстин |

## Радња
Главни лик, Џеки Диноршио (Вин Дизел), као осуђеник на 30 година затвора за претходне злочине, оптужен је, скупа са 19 других оптуженика у групном суђењу, да је био члан криминалне групе, оптужене за 76 кривичних дјела. За разлику од других оптуженика, који имају браниоце, Диноршио одлучује да се брани сам.
Диноршио је приказан као симпатичан и духовит, и цијело суђење је прожето његовом неозбиљношћу и олаким прихватањем цијелог процеса. Тужиоци и браниоци су подијељени у мишљењу да ли је то штетно или корисно за њега и цијелу групу, с обзиром да порота доноси коначну одлуку.
Радња филма је заснована на стварном догађају, а у уводу филма се наводи да је велики број цитата из судског процеса у филму, дословно преузет из записника правог судског процеса.

## Зарада
Филм је имао јако малу зараду у биоскопима. У првој седмици приказивања, у укупно 439 биоскопа, филм је зарадио само 608.804 долара (у просјеку 1386 долара по приказивању). Укупно, на домаћој, америчког сцени, филм је зарадио 1.173.643 долара, а на свјетској сцени 1.457.700 долара; укупно 2.631.343. Буџет филма је износио 13 милиона долара, те је представљао финансијски губитак.

## Стварни догађаји
У августу 1985. године, власти Њу Џерзија су оптужиле Антонија Аћетура, Мартина и Мајкла Таћета, и још 18 особа које су водиле одјељак њујоршке мафијске породице Лукезе у Њу Џерзију, за велики број криминалних активности. Иако се сматрало да је то први пут у САД да се цијела криминална породица оптужи у једном судском процесу, показало се да је у питању само један одјељак мафијске породице Лукезе. Захваљујући труду групе бранилаца, међутим, ова група је званично препозната као засебна и независна криминална породица.
Случај је стављен пред суд у новембру 1986, на основу оптужнице од 65 страница текста. Суђење је започето у марту 1987. пред федералним судом у Хобокену, а завршено 26. августа 1988. У Хобокену је, по завршетку суђења, званично потврђено да је ово суђење, „САД против Антонија Аћетура и осталих“, било најдуже суђење криминалу од свих забиљежених у федералним судовима државе.
Порота је ослободила све оптужене. Након 10 година истраживања, ово суђење, које је трајало око 20 мјесеци, произвело је 240 записника, који су обухватали преко 35000 страна текста, и 850 материјалних доказа. Свједочило је преко 75 свједока. Цијела процедура је коштала државу више милиона долара, а суђење је било засновано на тек уведеном закону о организацијама умијешаним у рекетирање и корупцију (РИКО; енгл. RICO, Racketeer Influenced and Corrupt Organizations Act).
Ђакомо Диноршио, који је био један од 20 оптуженика, а који је приказан као главни лик у овом филму, пуштен је из затвора 23. септембра 2002. године, након одслужених 17,5 година од првобитних 30, на колико је осуђен за претходне злочине. Преминуо је 14. новембра 2004. године, током снимања филма. Да би тумачио његов лик, глумац Вин Дизел је морао да се угоји 15 килограма прије почетка снимања.